# Belçim Bilgin
Belçim Bilgin (* 31. Januar 1983 in Ankara) ist eine türkische Schauspielerin kurdischer Abstammung.

## Leben und Karriere
Bilgin wurde am 31. Januar 1983 in Ankara geboren. Sie ist die Urgroßnichte von Scheich Said, der für den Scheich-Said-Aufstand bekannt ist. Ihre beiden Cousinen sind die türkischen Schauspielerinnen Rojda Demirer und Ruken Demirer. Bilgin besuchte die Mehmet Emin Resulzade Anatolian High School. 2002 studierte sie an der Hacettepe-Universität. Dort lernte sie den Schauspieler Yılmaz Erdoğan kennen und heiratete ihn im Jahr 2006. Ihr Debüt gab sie 2005 in dem Film Sıfır Kilometre. Anschließend bekam sie 2011 in dem Film Kurtuluş Son Durak die Hauptrolle. Anschließend war Bilgin 2013 in Kelebeğin Rüyası zu sehen. Das Paar zog 2014 nach Beverly Hills um. 2018 wurde sie für den Film Backstabbing for Beginners gecastet.

## Filmografie (Auswahl)
- 2005: Sıfır Kilometre (Film)
- 2006: Hatırla Sevgili (Fernsehserie 52 Episoden)
- 2008: Gül Sanıcı (Film)
- 2011: Aşk Tesadüfleri Sever (Film)
- 2013: Kelebeğin Rüyası (Film)
- 2014: Sadece Sen (Film)
- 2016: Annemin Yarası (Film)
- 2017: Backstabbing for Beginners (Film)
- 2022: Babamın Kemanı (Film)